# 이건영 (배우)
이건영은 대한민국의 배우이다.

## 학력
- 서울예술대학 연극과

## 출연작

### 뮤지컬
- 《사랑해도 될까요?》
- 《주그리 우스리》
- 《영웅을 기다리며》
- 《내 마음의 풍금》
- 《짬뽕》
- 《즐거운 인생》
- 《신데룰라》
- 《싱글즈》
- 《미스터마우스》
- 《뮤직 인 마이 하트》

### 연극
- 《노베첸토》
- 《나무꾼의 옷을 훔친 선녀》
- 《당신의 눈》
- 《사랑했던 놈，사랑하는 놈，상관없는 놈》
- 《블루사이공》
- 《내 아내의 남편은 누구인가》
- 《젊은 베르테르의 슾픔》
- 《살인사건》
- 《유쾌한 거래》